# ME10
ME10 è un programma CAD bidimensionale sviluppato da Hewlett-Packard in Germania nel 1986 su sistema operativo Unix. Il suo utilizzo è dedicato esclusivamente al disegno ingegneristico, in particolare meccanico.

## Storia
Hewlett Packard MDD (Mechanical Design Division) lo sviluppò e il primo prodotto sviluppato utilizzando ME10 fu la stampante HP DeskJet presso la sede di HP di Vancouver.
La divisione MDD si separò dal gruppo HP nel 1996 dando vita CoCreate Software GmbH. Nell'anno 2000 con l'aiuto di investitori un management buyout, venne rifondata; raggiunse i 450 dipendenti in 30 paesi nel mondo.
Una proprietà caratteristica di questo sistema è la gestione del disegno tramite la struttura a componenti del modello. Questa struttura ad albero fu un'innovazione che ora è presente su tutti i CAD moderni.
Nel 1995 HP rilascia una versione tridimensionale, SolidDesigner, che continua a mantenere ME10 come applicazione indipendente. Con la diffusione di Windows, a fine anni '90 venne offerta anche la versione per tale sistema operativo, divenuto lo standard principale, oltre a una versione per Linux.

### PTC
Si sviluppa fino a entrare nell'universo Pro/ENGINEER dove attualmente rappresenta la modellazione 3D non parametrica del sistema CAD Creo. Nel 2010 ME10 diventa parte di PTC, per il disegno bidimensionale meccanico e elettrico. Il prodotto venne rinominato in Creo Elements/Direct Drafting (il 3D Creo Elements/Direct Modeling). Creo Elements/Direct Drafting è uno dei più diffusi sistemi CAD bidimensionali in Europa, Germania e Italia in particolare. Così come il modellatore tridimensionale Creo Elements/Direct Modeling o Creo Elements/Direct, CoCreate.